# نيمانيا بيلكي
نيمانيا بيلكي (بالسيريلية الصربية: Немања Белић) هو لاعب كرة قدم صربي في مركز حراسة المرمى، ولد في 24 أبريل 1987 في بلغراد في صربيا. لعب مع نادي أو إف كيه بيوغراد.

## وصلات خارجية
- نيمانيا بيلكي على موقع الاتحاد الأوربي (الإنجليزية)
- نيمانيا بيلكي على موقع قاعدة بيانات كرة القدم.إي يو (الإنجليزية)
- نيمانيا بيلكي على موقع بيانات كرة القدم. دي إي (الألمانية)
- نيمانيا بيلكي على موقع Soccerbase.com (لاعب) (الإنجليزية)
- نيمانيا بيلكي على موقع Soccerway.com (الإنجليزية)
- نيمانيا بيلكي على موقع عالم كرة القدم.نت (الإنجليزية)